# Erl (Tirol)
Erl ist eine Gemeinde mit 1629 Einwohnern (Stand 1. Jänner 2024) im Bezirk Kufstein des Bundeslandes Tirol (Österreich). Die Gemeinde ist durch die Passionsspiele  und die Tiroler Festspiele Erl bekannt.

## Geografie
Erl liegt im Unterinntal, etwa 15 km nördlich von Kufstein, direkt an der Grenze zu Bayern. Im Westen ist die Gemeindegrenze gebildet durch den Inn, im Norden und Osten durch die Staatsgrenze. Somit ist Erl an drei Seiten von Bayern umgeben. Erl ist die nördlichste und zweit-tiefstgelegene (476 m) Gemeinde nach Ebbs (475 m) in Tirol. Die Gemeinde ist Teil der Region Untere Schranne.
Der Inn verläuft zwischen Kufstein und Erl als Grenzfluss und verlässt erst in Erl Tirol komplett.

### Gemeindegliederung
Erl besteht aus einer einzigen, gleichnamigen Katastralgemeinde bzw. drei Ortschaften (Einwohner Stand 1. Jänner 2024):
- Erl (611)
- Erlerberg (211)
- Mühlgraben (807)

| Katastralgemeinden | Ortschaften in der Gemeinde |
| ------------------ | --- |
| Erl (26,97 km²)    | Erl (D) Scheiben (R) Schwaigen (W) Erlerberg (ZH) Kleinberg (ZH) Obersteigenwald (W) Schönau (R) Untersteigental (W) Mühlgraben (R) Weidau (Sdlg) Winkl (Sdlg) Zollhaus (R) |
| Legende            | |

| In der Spalte Katastralgemeinden sind sämtliche Katastralgemeinden einer Gemeinde angeführt. In der Klammer ist die jeweilige Fläche in km² angegeben. |
| In der Spalte Ortschaften sind sämtliche von der Statistik Austria erfassten Siedlungen, die auch eine eigene Ortschaftskennziffer aufweisen, angeführt. In der Hierarchieebene derselben Spalte, rechts eingerückt, werden nur Ansiedlungen, die mindestens aus mehreren Häusern bestehen, dargestellt. Die wichtigsten der verwendeten Abkürzungen sind: - M = Hauptort der Gemeinde - Stt = Stadtteil - R = Rotte - W = Weiler - D = Dorf - ZH = Zerstreute Häuser - Sdlg = Siedlung - Hgr = Häusergruppe - E = Einzelgehöft (nur wenn sie eine eigene Ortschaftskennziffer haben) Die komplette Liste der Statistik Austria ist in: Topographische Siedlungskennzeichnung nach STAT Zu beachten ist, dass manche Orte unterschiedliche Schreibweisen haben können. So können sich Katastralgemeinden anders schreiben als gleichnamige Ortschaften bzw. Gemeinden. Quelle: Statistik Austria – |

Weitere Ortsteile der Gemeinde
Zollhaus, Mühlgraben, Schönau, Unterweidau, Oberweidau, Dorf, Unterscheiben, Oberscheiben, Öd, Winkl, Rainerried, Steigental, Erlerberg, Alm, Baderbühel, Jauch
Die Gemeinde liegt im Gerichtsbezirk Kufstein.

### Nachbargemeinden
Wegen seiner exponierten Lage an der deutschen Grenze liegen mit Niederndorf und Niederndorferberg nur zwei der sieben Nachbargemeinden von Erl im Bezirk Kufstein, alle anderen im Landkreis Rosenheim in Bayern.
|                   | Nußdorf am Inn                              | Samerberg          |
| Flintsbach am Inn | Kompassrose, die auf Nachbargemeinden zeigt | Aschau im Chiemgau |
| Oberaudorf        | Niederndorf                                 | Niederndorferberg  |

## Geschichte
Erl, in römischer Zeit ein Landgut, wahrscheinlich das Praedium Aurelianum („Besitz des Aurelius“), gehört zu den ältesten Dörfern des Inntales. Die erste römische Besiedlung erfolgte vermutlich im 3. Jahrhundert, was der Mithrasstein in der Pfarrkirche mit der Aufschrift DIM PRO SALUTE („dem unbesiegbaren Gott Mithras zum Heil“) bezeugt.

### Mittelalter
Um 788/790 wird Erl im arnonischen Güterverzeichnis des Erzbischofs Arn von Salzburg (ad Oriano monte) erstmals erwähnt.

### Neuzeit

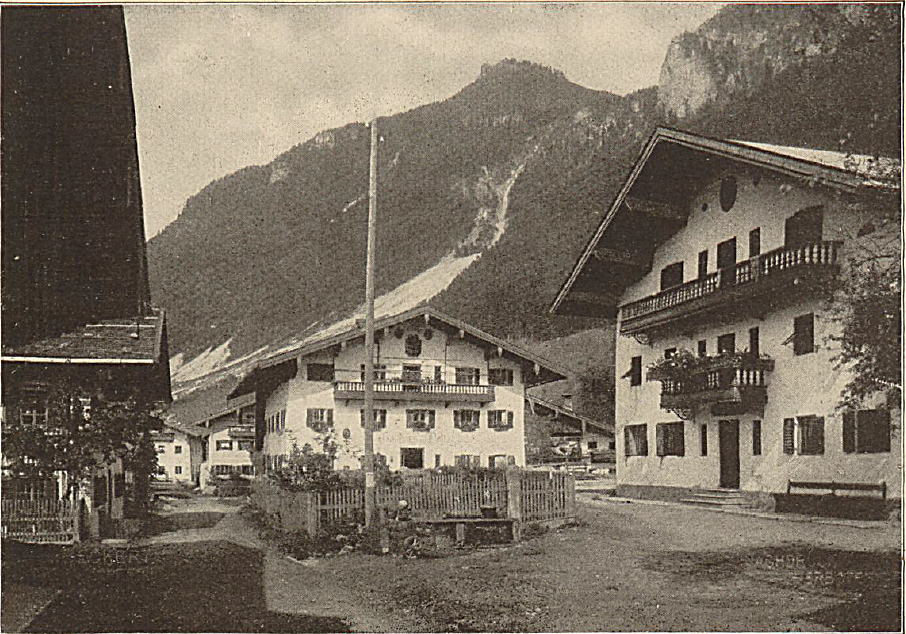
Dorfbild der Gemeinde um 1910

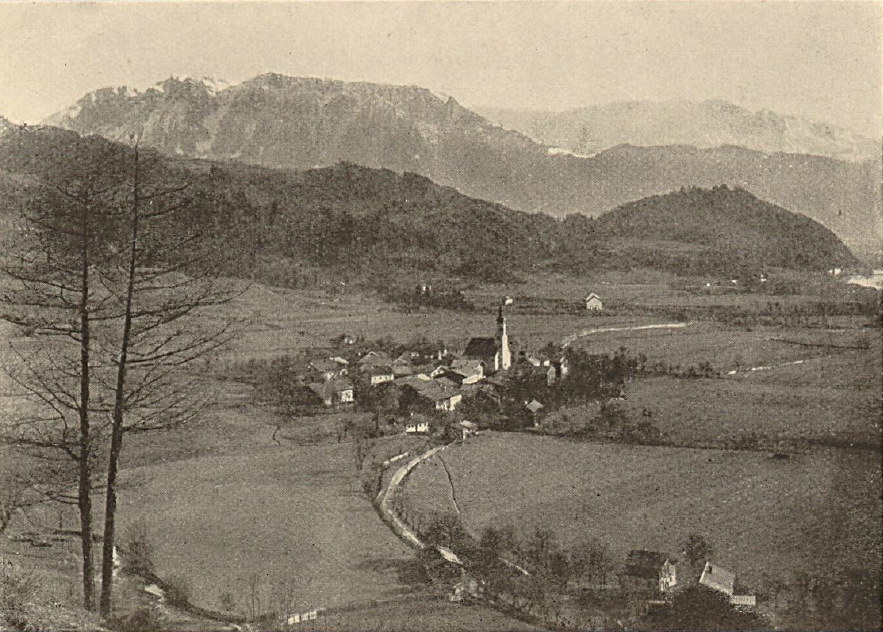
Luftansicht der Gemeinde um 1910

1504 kam Erl unter Kaiser Maximilian mit den Gerichten Kufstein, Kitzbühel und Rattenberg zu Tirol und ist seither Grenzort gegen Bayern. An der Engstelle vor der Grenze befand sich die Schanze von Windshausen, an der in den Kriegsjahren 1703/04, 1744, 1800 und 1809 Kämpfe mit bayerischen Truppen stattfanden. Dabei wurde 1704 und 1809 das ganze Dorf niedergebrannt. An der hölzernen Innbrücke (erbaut 1895 – neu errichtet 1991  – 2021 gesperrt) zur bayerischen Nachbargemeinde Oberaudorf steht eine überlebensgroße barocke Statue des Wasserheiligen Johannes Nepomuk (1732).

### Bevölkerungsentwicklung
| Erl: Einwohnerzahlen von 1869 bis 2024              | Erl: Einwohnerzahlen von 1869 bis 2024 | Erl: Einwohnerzahlen von 1869 bis 2024 | Erl: Einwohnerzahlen von 1869 bis 2024 | Erl: Einwohnerzahlen von 1869 bis 2024 |
| --------------------------------------------------- | -------------------------------------- | -------------------------------------- | -------------------------------------- | -------------------------------------- |
| Jahr                                                |                                        |                                        |                                        | Einwohner                              |
| 1869                                                | 1869                                   |                                        | 669                                    | 669                                    |
| 1880                                                | 1880                                   |                                        | 629                                    | 629                                    |
| 1890                                                | 1890                                   |                                        | 597                                    | 597                                    |
| 1900                                                | 1900                                   |                                        | 596                                    | 596                                    |
| 1910                                                | 1910                                   |                                        | 661                                    | 661                                    |
| 1923                                                | 1923                                   |                                        | 697                                    | 697                                    |
| 1934                                                | 1934                                   |                                        | 869                                    | 869                                    |
| 1939                                                | 1939                                   |                                        | 845                                    | 845                                    |
| 1951                                                | 1951                                   |                                        | 944                                    | 944                                    |
| 1961                                                | 1961                                   |                                        | 983                                    | 983                                    |
| 1971                                                | 1971                                   |                                        | 1.154                                  | 1.154                                  |
| 1981                                                | 1981                                   |                                        | 1.172                                  | 1.172                                  |
| 1991                                                | 1991                                   |                                        | 1.272                                  | 1.272                                  |
| 2001                                                | 2001                                   |                                        | 1.415                                  | 1.415                                  |
| 2011                                                | 2011                                   |                                        | 1.442                                  | 1.442                                  |
| 2021                                                | 2021                                   |                                        | 1.568                                  | 1.568                                  |
| 2024                                                | 2024                                   |                                        | 1.629                                  | 1.629                                  |
| Quelle(n): Statistik Austria, Gebietsstand 1.1.2021 |                                        |                                        |                                        |                                        |

## Kultur und Sehenswürdigkeiten
- Katholische Pfarrkirche Erl hl. Andreas
- An Sehenswürdigkeiten gibt es in Erl insbesondere die Blaue Quelle (750 Liter pro Sekunde Wasserschüttung), den Trockenbachwasserfall, das sagenumwobene „Erler Herz“ und den Blick vom Kalvarienberg ins Inntal.
- Aussichtsberge sind das Kranzhorn (1367 m) mit den zwei Gipfelkreuzen und der Spitzstein (1596 m).
- Die Burgruine Katzenstein (auch Kayserthurm zu Windhausen, Erlturm, Ruine Todtenschlößl), Ruine eines Wehrturms bzw. Hangburg östlich des Weilers Schwaigen
- Am ehemaligen österreichischen Zollhaus an der hölzernen Innbrücke gibt es eine Gedenktafel von Franz Josef Kranewitter für den Geologen und Heimatschriftsteller Adolf Pichler, der hier 1819 geboren wurde.
- Die Gemeinde ist Mitglied des Tourismusverbandes Kufsteinerland.

### Regelmäßige Veranstaltungen
- Die Passionsspiele Erl gehen vermutlich auf ein Gelübde während der Pestzeit zurück. Die Tradition, in Erl religiöse Spiele aufzuführen, ist seit 1613 nachweisbar. 1957 bis 1959 wurde für das 1933 durch Brandstiftung[7] abgebrannte alte Gebäude ein neues, hochmodernes Passionsspielhaus nach den Plänen von Robert Schuller aus Innsbruck erbaut. Der Bau gilt als eine Ikone der Nachkriegsmoderne wie auch als akustisches Meisterwerk. Hier werden seither alle sechs Jahre die Passionsspiele aufgeführt, an denen fast das ganze Dorf mitwirkt und die tausende Besucher aus dem In- und Ausland anziehen. Erl gehört neben Oberammergau zu den ältesten Passionsspielorten in Europa und zählt zum Immaterielle Kulturerbe der UNESCO.
- Die Tiroler Festspiele Erl, gegründet von Gustav Kuhn 1997, finden jährlich im Sommer, in der Regel beginnend am ersten Donnerstag im Juli, vier Wochen lang statt. Auf dem Spielplan stehen vor allem Wagner, Strauss, Bruckner, Beethoven, Mozart, Belcanto und das italienische Repertoire. Im Dezember 2012 wurde das neue, winterfeste, von Delugan Meissl Associated Architects geplante Festspielhaus eröffnet.
- Seit 2012 wird das Sommerprogramm der Tiroler Festspiele ergänzt durch eine Wintersaison, die normalerweise vom 26. Dezember bis zum 6. Jänner andauert.

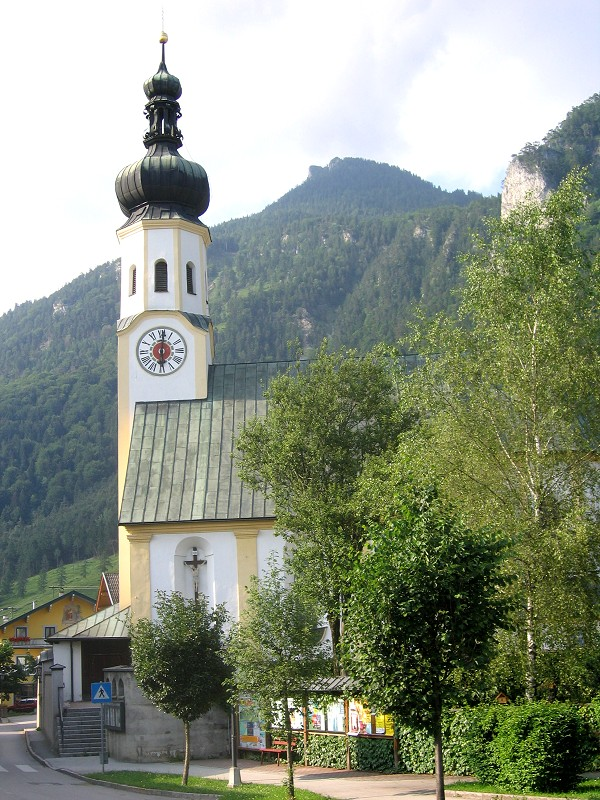
Pfarrkirche St. Andreas mit Kranzhorn
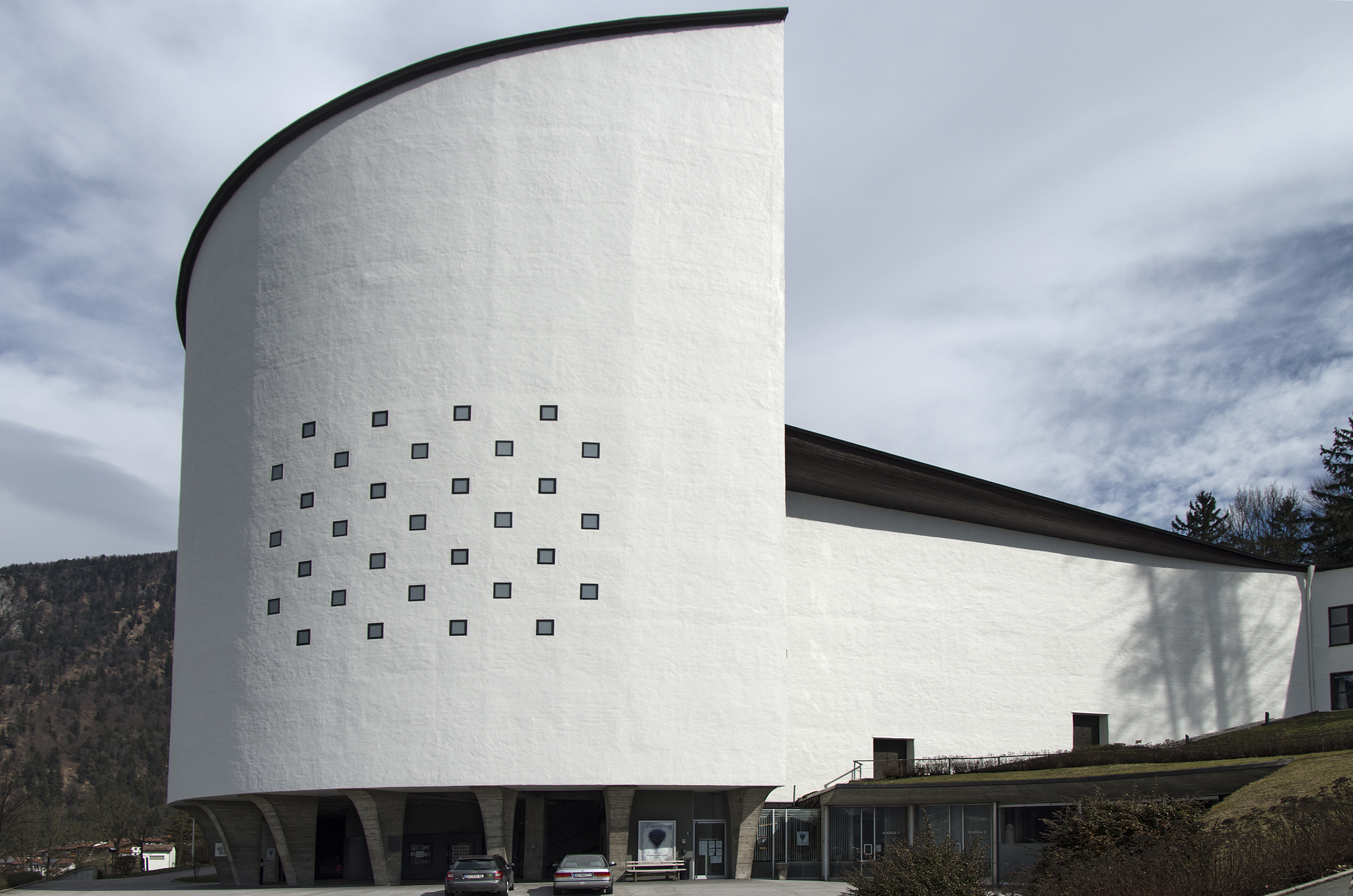
Passionsspielhaus
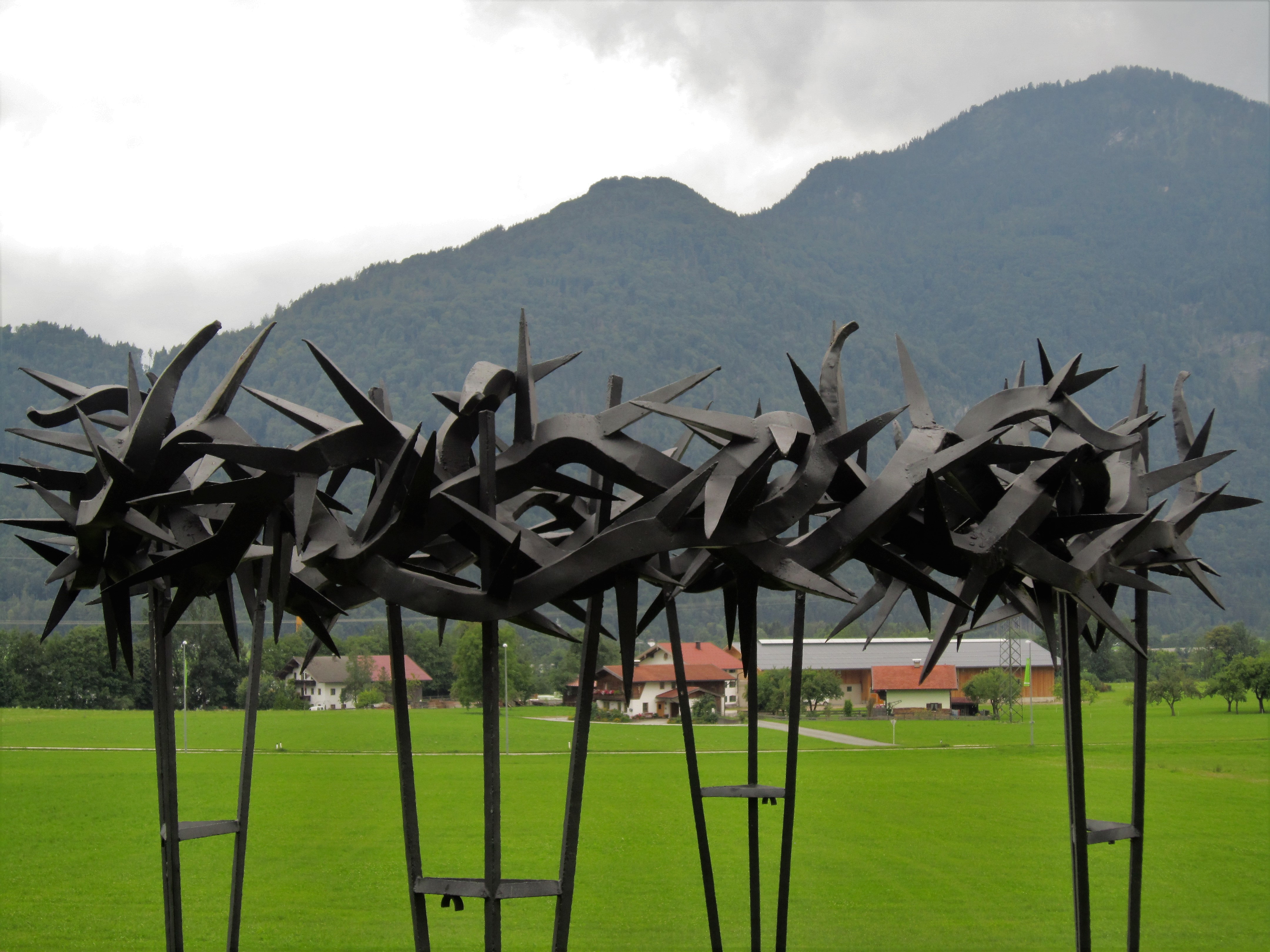
Dornenkronen-Skulptur beim Passionsspielhaus
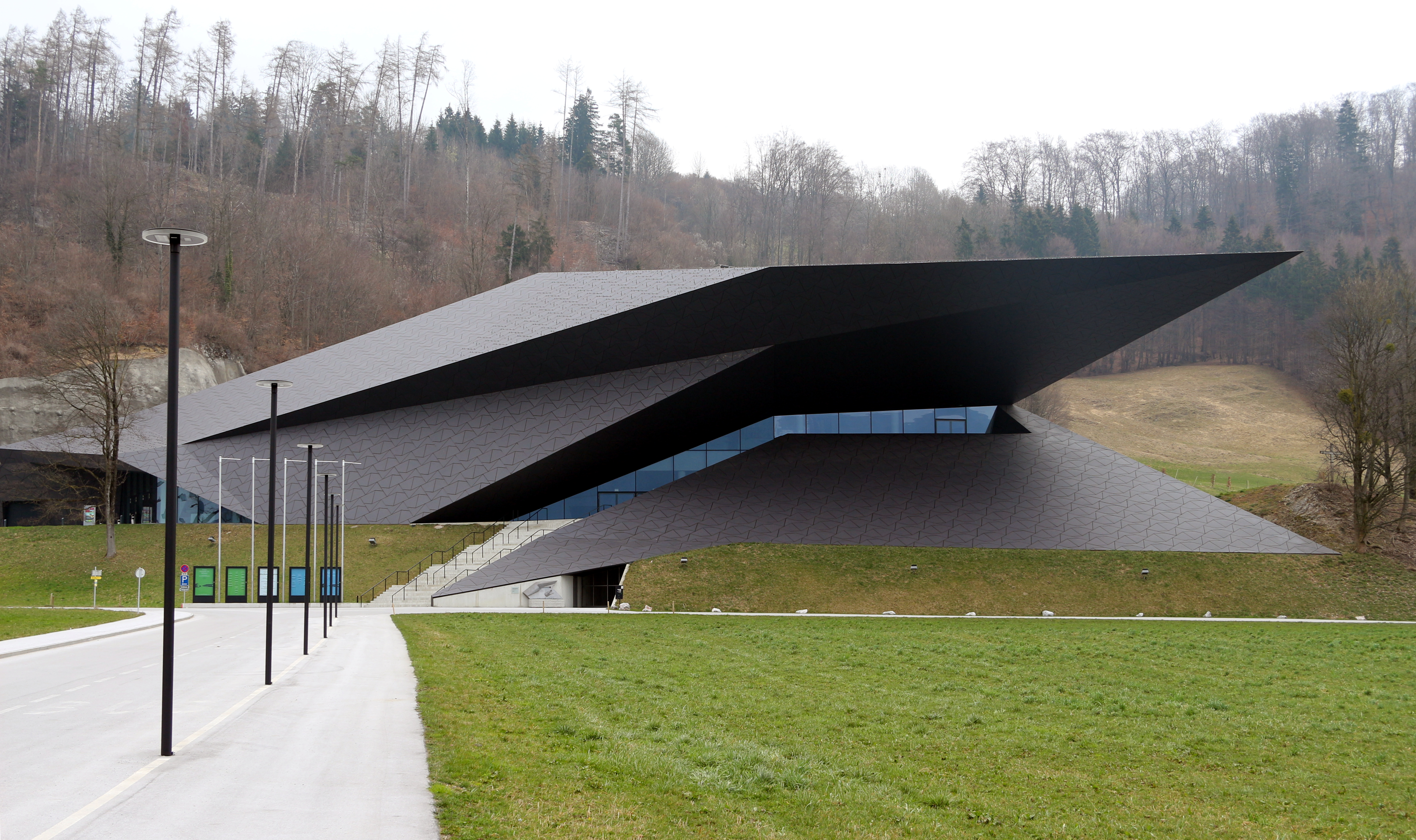
Festspielhaus
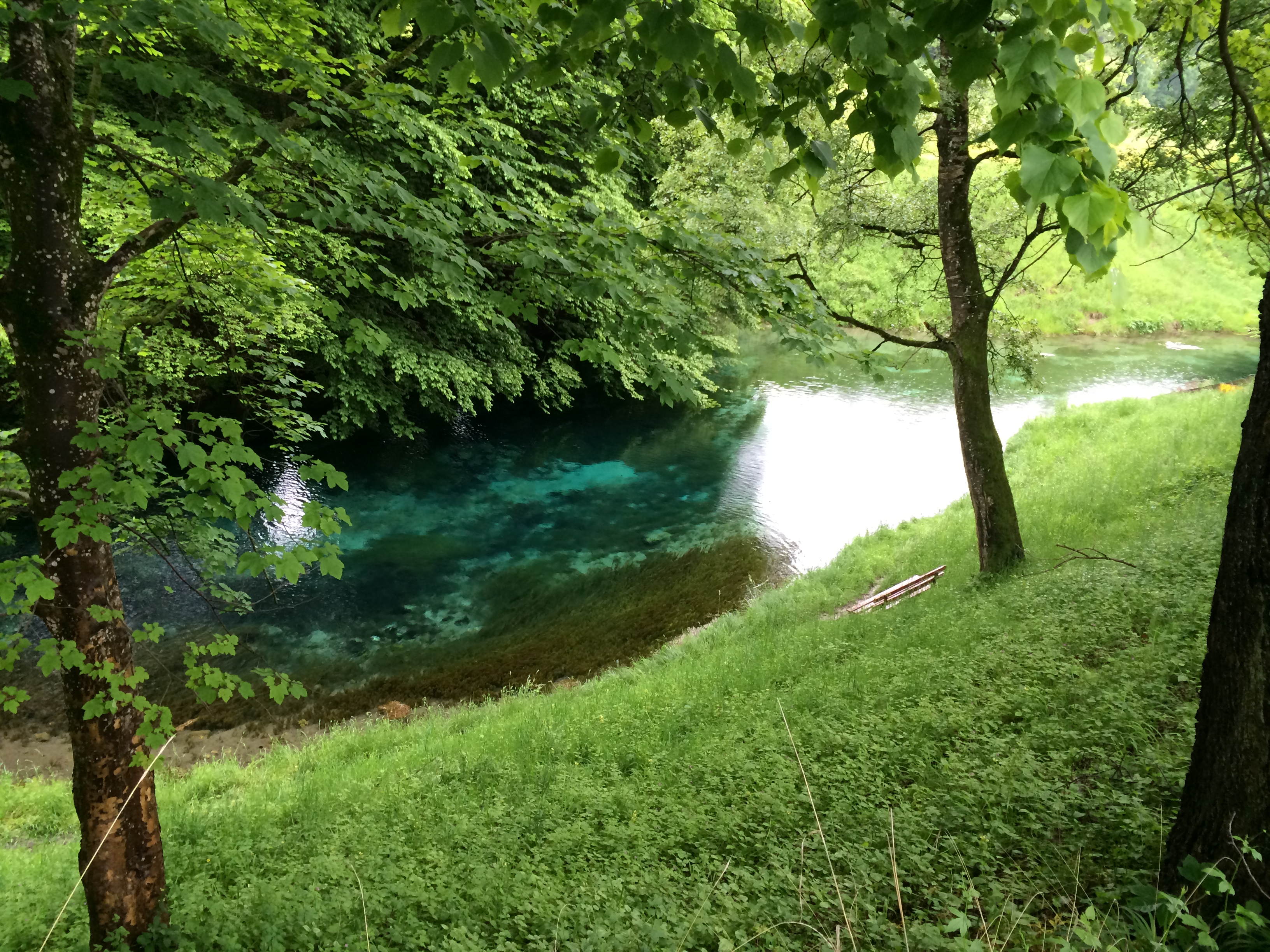
Blaue Quelle
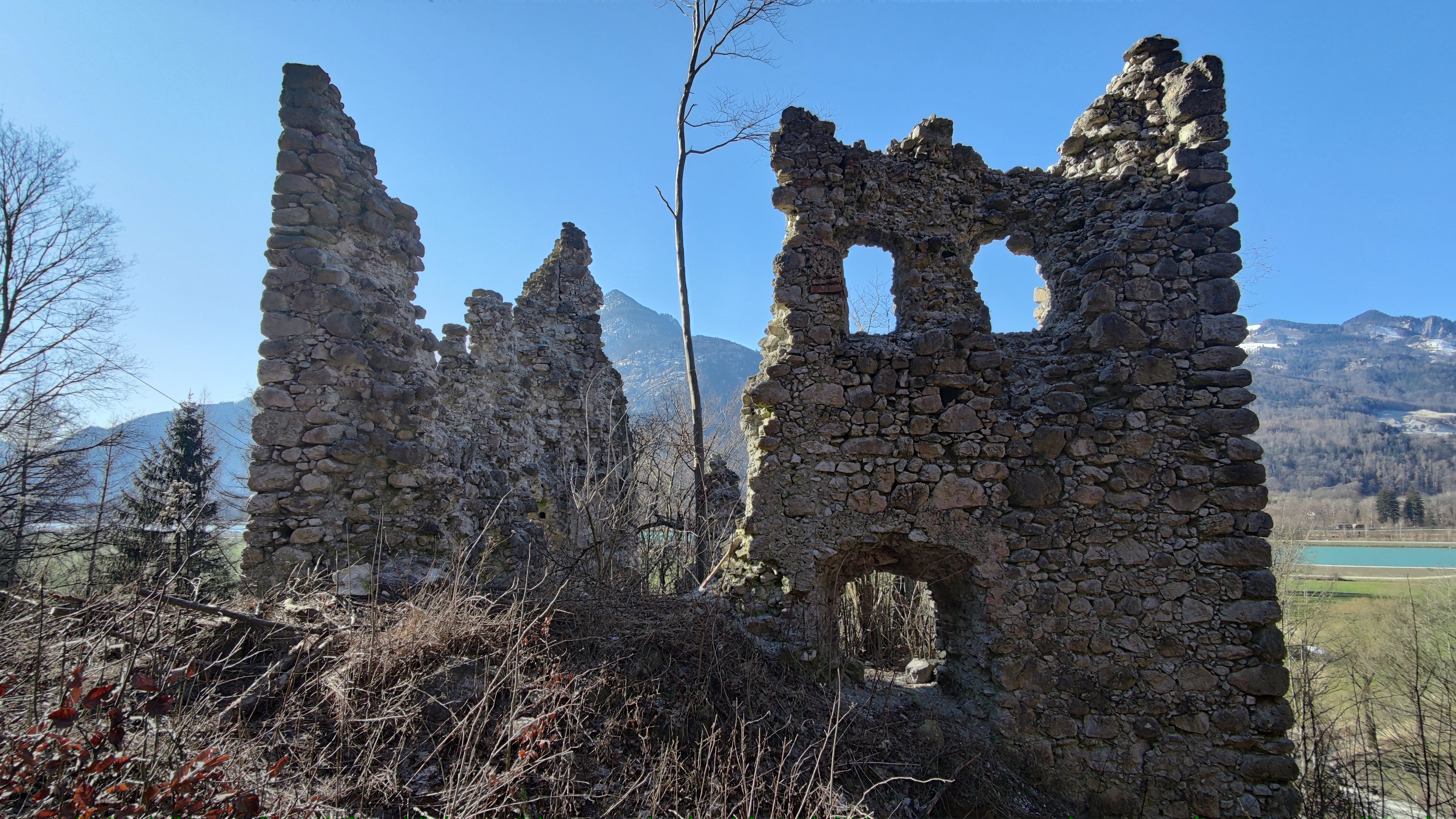
Burgruine Katzenstein

## Wirtschaft und Infrastruktur
| Im Jahr 2010 gab es 69 landwirtschaftliche Betriebe in der Gemeinde, davon waren 32 Vollerwerbsbauern. Von den 96 Arbeitsplätzen im Produktionssektor entfielen 70 auf den Bereich Herstellung von Waren und 26 auf das Baugewerbe. Die größten Arbeitgeber des Dienstleistungssektors waren die Bereiche Beherbergung und Gastronomie (43), soziale und öffentliche Dienste (36), Handel (29) und Verkehr (26 Mitarbeiter). Von den 673 Erwerbstätigen, die 2011 in Erl lebten, arbeiteten 197 in der Gemeinde, 476 pendelten aus. Die Anzahl der Übernachtungen lag in den Jahren von 2012 bis 2021 zwischen 30.000 und 50.000 – mit Ausnahme des COVID-Jahres 2020, in dem die Zahl auf unter 20.000 zurückging. Der Großteil der Gäste kommt in den Sommermonaten Juni bis August. | Hier fehlt eine Grafik, die leider im Moment aus technischen Gründen nicht angezeigt werden kann. Wir arbeiten daran! |

### Verkehr
Westlich der Gemeindegrenze, am linken Innufer, verlaufen die Inntal Autobahn A12 (A93 in Deutschland) und die Bahnstrecke Rosenheim–Kufstein. Die nächsten Bahnhöfe befinden sich in Oberaudorf (ca. 6 Kilometer entfernt) bzw. in Kufstein (ca. 14 Kilometer entfernt).

### Gemeindeeinrichtungen
An Gemeindeeinrichtungen bietet Erl Bauhof, Kindergarten, Volksschule, Bücherei und ein Schwimmbad.

## Politik

### Gemeinderat
Die Gemeinderat hat insgesamt 13 Mitglieder.
- Mit den Gemeinderats- und Bürgermeisterwahlen in Tirol 1998 hatte der Gemeinderat folgende Verteilung: 8 Gemeinsame Liste Erl (ÖVP), 4 Überparteiliche Wählergemeinschaft Erl (ÜWE) und 1 SPÖ.[14]
- Mit den Gemeinderats- und Bürgermeisterwahlen in Tirol 2004 hatte der Gemeinderat folgende Verteilung: 6 GFE, 4 Liste Erl, 2 ÜWE und 1 SPÖ.[15]
- Mit den Gemeinderats- und Bürgermeisterwahlen in Tirol 2010 hatte der Gemeinderat folgende Verteilung: 6 GFE, 4 Liste Erl, 2 ÜWE und 1 SPÖ.[16]
- Mit den Gemeinderats- und Bürgermeisterwahlen in Tirol 2016 hatte der Gemeinderat folgende Verteilung: 7 Liste Bürgermeister Georg Aicher-Hechenberger Gemeinsam für Erl (GFE), 4 Miteinander für Erl (MFE), 1 Unabhängige und Grüne Erl (UGE) und 1 Macht braucht Kontrolle Zukunft für Erl (MBK).[17]
- Mit den Gemeinderats- und Bürgermeisterwahlen in Tirol 2022 hat der Gemeinderat folgende Verteilung: 6 Liste Bürgermeister Georg Aicher-Hechenberger Gemeinsam für Erl (GFE) und 7 Zukunft für Erl (ZERL).[18]

### Bürgermeister
- 19??–1998 Hans Scherlin
- seit 1998 Georg Aicher-Hechenberger (GFE)

### Wappen
Blasonierung: In Blau und Gold gespaltener Schild mit einer Dornenkrone in verwechselten Farben.
Das 1973 verliehene Gemeindewappen verweist mit der Dornenkrone auf die traditionsreichen Passionsspiele in Erl.

## Persönlichkeiten

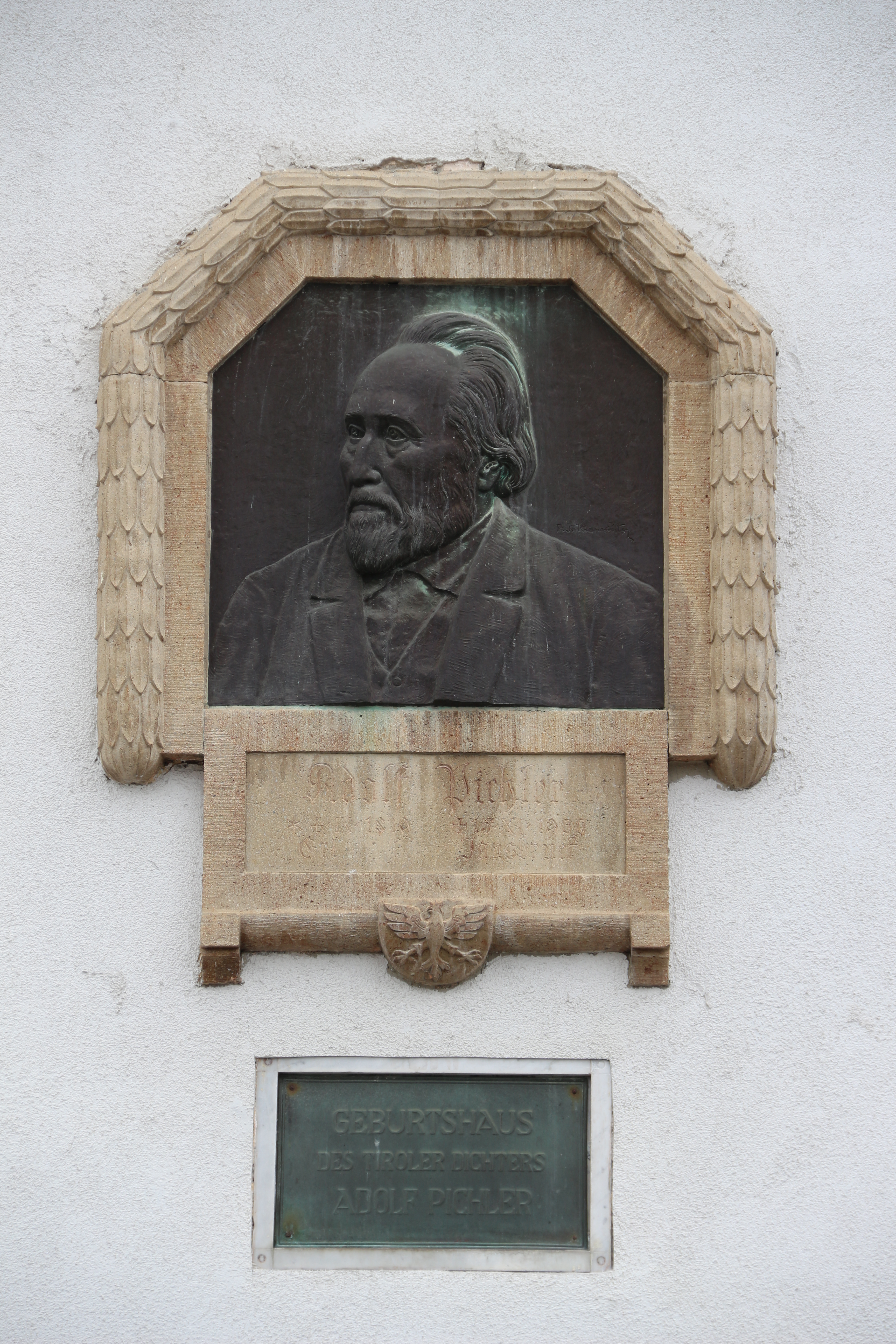
Gedenktafel an Adolf Pichlers Geburtshaus

### Ehrenbürger der Gemeinde
- Anton Keil (1854–1926), Dompropst und Abgeordneter zum Österreichischen Abgeordnetenhaus
- Anton Dörrer (1886–1968), Historiker, Volkskundler und Bibliothekar[21]

### Söhne und Töchter der Gemeinde
- Johann Rieder (1633–1715), kurfürstlicher Hof- und Leibschiffmeister, Handelsherr, Bürgermeister in Rosenheim
- Adolf Pichler (1819–1900), Geologe und Schriftsteller
- Josef Peer (1864–1925), Politiker und Jurist
- Helmuth Vogl (* 1928), burgenländischer Politiker
- Andreas Kronthaler (1952–2025), Sportschütze